# Sasuke
Сасукэ (яп. サスケ) — манга Сампэя Сирато и снятый по ней аниме-сериал, выпущенный студией Tele-Cartoon Japan. Транслировался по телеканалу TBS с 3 сентября 1968 года по 25 марта 1969 года. Всего выпущено 29 серий аниме. Сериал также транслировался на территории Италии и Испании.

## Сюжет
Действие происходит в Японии XVII века, во время феодальных воин между армией Токугавы Иэясу и армией Тоётоми Хидэёси во главе с генералом Санадой Юкимурой. Клан Сарутоби, членом которого является главный герой Сасукэ, верен генералу Санаде и помогает ему.
Однажды во время очередного сражения армия Токугавы одерживает победу и поручает своей правой руке — ниндзя из Ига по имени Хаттори Хандзо убить Санаду и всех членов клана Сарутоби. Сбежать сумели только Сасукэ и его отец. Второй под видом странника стал скрывать свою личность, даже от сына. Однако позже он воссоединяется с Сасукэ, но начинает тренировать мальчика как ниндзя. Сасукэ постигает тайные техники семьи Сарутоби.
Так мальчику предстоит вести партизанскую борьбу против подчинённых Токугавы, алчных лордов, среди которых есть и волшебники, помогать слабым, бедным и восстанавливать честь клана Сарутоби.

## Роли озвучивали
- Кэмбо Каминаримон — Сасукэ
- Горо Ная — Хаттори Хандзо
- Хисаси Кацута — голос за кадром
- Кадзуко Сугияма — Онихимэ
- Харуко Китахама — Субару / Вакана
- Митико Хирай — мать Сасукэ
- Сюитиро Морияма — Дзиннай Футика
- Такаси Тояма — Дайсукэ Оодзару
- Ёсия Нэмото — Иэясу Токугава